# Rhynchobatus
Rhynchobatus – rodzaj ryb chrzęstnoszkieletowych z rodziny Rhinidae.

## Rozmieszczenie geograficzne
Do rodzaju należą gatunki występujące w wodach oceanów – Atlantyckiego, Indyjskiego i Spokojnego.

## Morfologia
Długość ciała do 300 cm; masa ciała (największa opublikowana) do 240 kg.

## Systematyka
Rodzaj zdefiniowali w 1837 roku niemieccy ichtiolodzy Johannes Peter Müller i Jakob Henle w artykule poświęconym rodzajom rekinów i płaszczek, opublikowanym w czasopiśmie Bericht über die zur Bekanntmachung geeigneten Verhandlungen der Königlichen Preussischen Akademie der Wissenschaften zu Berlin. Gatunkiem typowym jest (oznaczenie monotypowe) R. laevis.

### Etymologia
Rhynchobatus: gr. ῥις rhis, ῥινος rhinos ‘nos, pysk’; βατoς batos lub βατις batis ‘płaska ryba, zwykle stosowana w odniesieniu do płaszczki lub rai’.

### Podział systematyczny
Do rodzaju należą następujące występujące współcześnie gatunki:
- Rhynchobatus australiae Whitley, 1939
- Rhynchobatus cooki Last, Kyne & Compagno, 2016
- Rhynchobatus djiddensis (Forsskål, 1775) – rocha olbrzymia[5]
- Rhynchobatus immaculatus Last, Ho & Chen, 2013
- Rhynchobatus laevis (Bloch & Schneider, 1801)
- Rhynchobatus luebberti Ehrenbaum, 1914
- Rhynchobatus mononoke Koeda, Itou, Yamada & Motomura, 2020
- Rhynchobatus palpebratus Compagno & Last, 2008
- Rhynchobatus springeri Compagno & Last, 2010

Opisano również gatunki wymarłe:
- Rhynchobatus pristinus (Probst, 1877)[7] (Europa; miocen)
- Rhynchobatus rudolffischeri Laurito Mora, 1999[8] (Ameryka Środkowa; miocen–pliocen)
- Rhynchobatus vincenti Jaekel, 1894[9] (Europa; eocen)